# Mona Thelmé
Mona Margareta Thelmé Alfredsson, född 4 maj 1943 i S:t Görans församling i Stockholm, död 4 maj 2013 i Solna församling, var en svensk sångerska och skådespelerska.
Mona Thelmé växte upp i en musikalisk familj; hennes far Ivan Thelmé var en av Sveriges mest kända dragspelare och son till riksspelmannen Jon-Erik Öst. Mona Thelmé började som sångerska i sin fars orkester i tonåren och turnerade med honom fram till 1965. År 1967 började hon i sånggruppen Family Four där även Berndt Öst, Inger Öst och Robert Palm ingick. Gruppen fanns kvar i denna konstellation fram till 1969.
Under 1970-talet kom Mona Thelmé att ägna sig åt revyer, teater och krogshower, bl.a flera säsonger med Tjadden Hällström samt turnéer med Riksteatern. Hon samarbetade även med artister som Sten-Åke Cederhök, Charlie Norman och Carl-Gustaf Lindstedt. I början av 1980-talet tvingades hon avsluta karriären på grund av svår ledgångsreumatism.
Mona Thelmé är begravd på Norra begravningsplatsen utanför Stockholm.